# Converso
Converso (in spagnolo converso, "convertito", dal latino conversus) e la sua forma femminile conversa fanno riferimento a ebrei o musulmani o loro discendenti che si sono convertiti (o costretti, o per indifferenza religiosa, o per accettazione utilitaristica, o per convinzione e fede sincera) al cattolicesimo: ciò accadde in Spagna, in particolare durante il XIV e XV secolo.
Si vedano gli articoli principali:
- Morisco per i convertiti di origine moresca;
- Marrano per i convertiti di origine ebraica. Il termine marrano viene usato in particolare per indicare i cripto-ebrei, ovvero quelli che in segreto continuarono a professare l'ebraismo.

I conversos ebraici erano spesso sospettati di conservare in questo modo i loro riti ancestrali, ed erano un bersaglio particolare dell'inquisizione spagnola..